# Metopoceras omar
Metopoceras omar là một loài bướm đêm thuộc họ Noctuidae. Loài này phân bố ở miền Cổ bắc eremic zone từ tây bắc Châu Phi tới Cận Đông và Trung Đông.
Con trưởng thành bay từ tháng 1 đến tháng 4. Có một lứa một năm.

## Phụ loài
- Metopoceras omar omar
- Metopoceras omar felix (Cyprus, Egypt, Sinai, Israel, Jordan, Syria, Iraq, Kuwait, Liban, Saudi-Arabia, United Arab Emirates, Oman, miền đông châu Phi)
- Metopoceras omar maritima (Sicilia)
- Metopoceras omar caspica (Turkmenistran)